# Unnuneeli Sandesam
Unnuneeli Sandesam se encuentra entre las obras más antiguas en idioma malabar. Es un sandesa kavyam (poema-mensaje), un mensaje escrito en poesía, siguiendo las líneas del famoso Meghadūta de Kalidasa. En el caso de esta obra, se trata de un mensaje escrito por un amante a su amada que se encuentra en un lugar lejano. Por tanto, el mensaje se escribe como si se enviara a través de un mensajero. La obra fue escrita en el siglo XIV d. C., cuando el transporte y las comunicaciones eran muy limitados en Kerala. La mensajera del poema es, por tanto, una paloma mensajera. Además del mensaje propiamente dicho, el poema da instrucciones detalladas a la paloma mensajera, incluida la ruta a seguir y los puntos de referencia en la ruta.
Además del valor literario de la obra, arroja luz sobre la geografía de Kerala de ese período. Por lo tanto, también se lee en parte como un diario de viaje. El viaje comienza en Thiruvananthapuram, la capital del Reino Venad (Travancore) de ese día, y termina en Kaduthuruthy , una manada de cuerpos mencionados en el poema que no se ven ahora.
El poema está escrito bajo el seudónimo de Amruthanilakshi , y algunos creen que fue escrito en 1362 d. C. La identidad exacta del autor sigue siendo un misterio, pero la opinión generalizada es que uno de los miembros de la familia real Vadakkumkur lo escribió. DC Books publicó una versión comentada.